# Olivella guayaquilensis
Olivella guayaquilensis is een slakkensoort uit de familie van de Olividae. De wetenschappelijke naam van de soort is voor het eerst geldig gepubliceerd in 1928 door Bartsch.